# Scharnhorst-Traditionsabzeichen

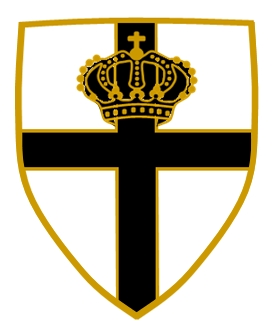
Scharnhorst-Traditionsabzeichen

Das Scharnhorst-Traditionsabzeichen war ein Abzeichen der Nationalsozialistischen Deutschen Arbeiterpartei für ehemalige Mitglieder des Scharnhorst-Bundes deutscher Jungmannen. Es zählt ebenso wie die übrigen Ehrenzeichen der NSDAP  in der Bundesrepublik Deutschland als verfassungsfeindliches Propagandamittel. Ihre Herstellung, öffentliches Tragen oder Verbreiten ist verboten.

## Geschichte
Der nach dem preußischen Heeresreformer Gerhard von Scharnhorst (1755–1813) benannte Scharnhorst-Bund deutscher Jungmannen war eine militaristische Jugendorganisation in der Zeit der Weimarer Republik, die bis zur Machtergreifung Hitlers im Jahr 1933 existierte. Danach wurden alle „Jungmannen“ in die Hitlerjugend übernommen. Jungmänner durften aber ihre Uniformen noch tragen. Den ehemaligen Mitgliedern des Scharnhorst-Bundes war es gestattet, auf ihrer Militärkleidung das Traditionsabzeichen des Bundes deutscher Jungmannen zu tragen.

## Beschreibung
Das Abzeichen hat die Form eines mit der Spitze nach unten zeigenden Schildes, ist goldumrahmt und zeigt mittig ein schwarzes Balkenkreuz sowie eine Krone.
Eine zweite Form dieses Abzeichens, auch als Zivilabzeichen bekannt, ist dagegen silbern gehalten. Dies betrifft sowohl Umrahmung wie auch Ausgestaltung der Krone, die mittig des Balkenkreuzes sitzt.
Die Rückseite beider Abzeichen zeigt eine senkrecht verlötete Broschiernadel.